# Лютізький плацдарм
Лю́тізький плацда́рм — один із найважливіших плацдармів на правому березі річки Дніпра, в районі села Лютежа за 30 км на північ від Києва, захоплений у вересні 1943 року військами Воронезького фронту.

## Перебіг подій
11 жовтня з Лютізького плацдарму війська 38-ї армії завдавали допоміжних ударів із метою відвоювання Києва. Переправою групи з 8 полків командував гвардії підполковник Йосип Юфа. Війська 38-ї армії розширили Лютізький плацдарм.
Бої на Лютізькому плацдармах точилися без успіху до 15-16 жовтня і потім були тимчасово припинені. Під час форсування Дніпра радянські війська зазнали великих втрат.
5 жовтня з Центрального фронту до складу Воронезького фронту були передані війська, що розташовувалися на північ від м. Лютіжа: 13-ї армії (дислокувалася на схід від м. Чорнобиль) і 60-ї армії (дислокувалася у районі м. Димер).
20 жовтня 1943 року було перейменовано фронти, які билися за Дніпро на території України. З 21 жовтня Воронезький став називатися 1-м Українським фронтом.
Дії 38-ї армії в районі Лютізького плацдарму 11–17 жовтня 1943 року були визнані командуванням як відносно успішні. Тому було прийнято рішення перенести напрямок головного удару з Лютізького плацдарму, для чого перегрупувати сюди 3-ю гвардійську танкову армію й основну масу артилерії 1-го Українського фронту. До кінця жовтня це перегрупування було таємно здійснене. У результаті цього на новому напрямку головного удару вдалося досягти переваги над противником в людях у 3, в артилерії у 4,6 і в танках у 9 разів.
3 листопада 1943 року, після артилерійської й авіаційної підготовки, з плацдарму було розпочато головний наступ у південному напрямі вздовж річки Ірпінь, в обхід Києва з північного заходу силами 60-а і 38-а армії з 5-м гвардійським кавалерійським корпусом. Надвечір 4 листопада в бій була введена 3-я гвардійська танкова армія з 1-м гвардійським кавалерійським корпусом, котрі були перекинуті з Букринського плацдарму.
Радянські війська вибили німецькі війська 4-ї танкової армії з Києва (звільнений 6 листопада), Фастова, Житомира і захопили стратегічної величини плацдарм на захід від української столиці. Здійснений таємно маневр вирішив успіх Київської операції.

## Втрати сторін
Радянські втрати з 20 вересня по 2 листопада 1943 року становили 24 422 особи, санітарні втрати склали 60 642 осіб. Середньодобові втрати становили 2 578 осіб. Разом: 85 064 осіб. Серед втрат значну частину становили так звані чорносвитники.
У листопаді 1943 року кінорежисер Олександр Довженко записав у своєму щоденнику:

| Сьогодні Віктор Шкловський розказав мені, що в боях загибає множество мобілізованих на Україні звільнених громадян. Їх звуть, здається, чорносвитками. Вони воюють у домашній одежі, без жодної підготовки, як штрафні. На них дивляться як на винуватих. |
Німецькі втрати за 20 вересня — 31 жовтня 1943 року склали 3 094 осіб убитими, 10 579 вояків пораненими та хворими, 1818 осіб пропало безвісти чи було взято у полон. Разом: 15 491 осіб.